# Raidho
Raidho (ook wel Raido) is de vijfde rune van het oude Futhark. De klank is 'R'. Raidho is de vijfde rune van de eerste Aett. De rune staat voor (de beweging van) het rad of wiel of wagen.

## Karaktercodering
| Unicode Codepoint | U+16b1                        |
| Unicode-Name      | RUNIC LETTER RAIDO RAD REID R |
| HTML              | &#5809;                       |